# Panaphelix asteliana
Panaphelix asteliana là một loài bướm đêm thuộc họ Tortricidae. Nó là loài đặc hữu của Oahu.
Ấu trùng ăn Astelia veratroides.